# 예방접종
예방 접종(豫防接種, 영어: vaccination)은 개인의 면역계를 자극하여 병원체에 대한 적응 면역성을 발달시킬 목적으로 항원 물질을 주사하는 일을 가리킨다. 말 그대로 질병 예방을 위한 접종을 의미한다.

## 예방 원리
예방 접종을 위해 투여하는 물질을 백신이라고 하는데, 백신은 약화 시키거나, 사멸 상태의 항원이 포함되어 있다. 해당 항원의 단백질이나 독소 등이 포함된 경우도 있다. 이렇게 약화된 항원으로 신체의 후천 면역 시스템을 자극하면, 몸은 항원을 이길 수 있는 항체 시스템을 구축할 수 있다. 추후에 더 많은 수의 항원이 들어와도 이겨낼 수 있다. 이런 원리를 항원항체반응이라고 하고, 이 반응을 이용한 것이 예방 접종이다. 즉, 백신은 감염성 질환으로부터 신체를 보호하기 위해서 후천 면역 시스템을 인공적으로 활성화하는 방법이다.

## 예방 접종 효과

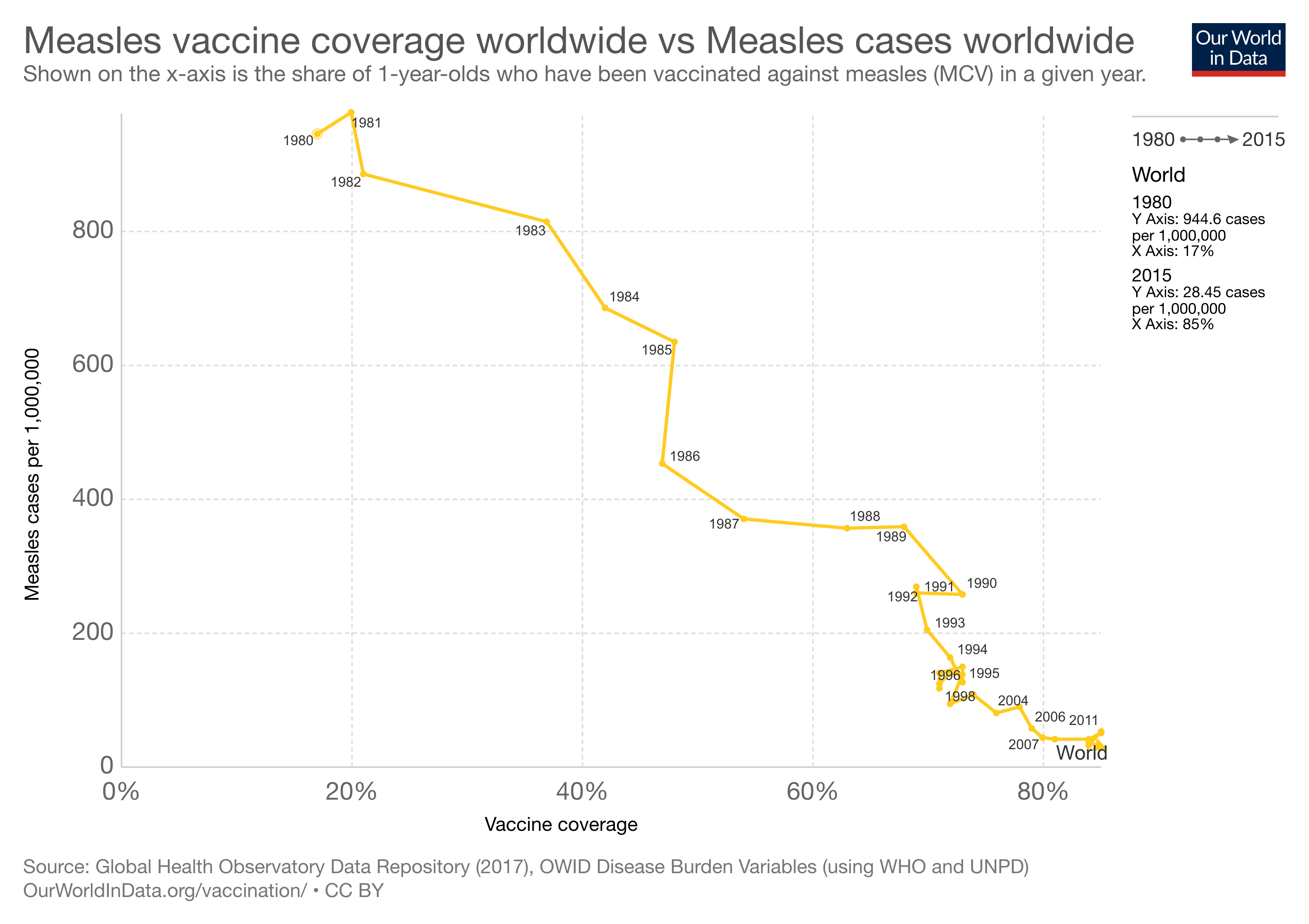
홍역 예방 접종과 홍역 발생 관계

충분히 많은 인구가 백신을 접종했을 때 집단 면역이 발생한다. 예방 접종의 효과는 널리 연구되고 검증되어 사용되고 있다. 이를테면 인플루엔자 백신, HPV 백신, 수두 백신 등을 통해 널리 연구되고 입증되어 왔다. 예방 접종은 전염병을 예방하는 가장 효과적인 방법으로 사용되고 있다. 예방 접종으로 인한 광범위한 집단 면역은 전 세계적으로 천연두의 근절과 소아마비, 홍역 및 파상풍 같은 질병의 확산을 막고 있다. 세계 보건 기구(WHO)는 현재 허가된 백신이 25 종류의 감염병의 예방과 제어에 기여한다는 보고서를 작성하기도 했다.

## 백신의 역사
사람들이 접종으로 예방하려고 시도한 첫 번째 질병은 천연두였을 가능성이 가장 높다. 16 세기에 중국에서 처음으로 접종한 사례가 기록되어 있다. 또한 백신이 만들어져 보급된 첫 사례이기도 하다. 최소 6명이 같은 원리로 면역이 생기는 것을 확인하고, 1796년 영국 의사 에드워드 제너가 최초로 천연두 백신을 만들어 냈다. 에드워드 제너는 천연두 백신이 천연두 발생을 억제하는 것에 효과가 있다는 증거를 제시하고, 생산에 관한 조언을 제공했다. 루이 파스퇴르는 미생물학 연구를 통해 이 개념을 발전시켰다. 천연두 백신이 대량생산되고, 접종이 세계적으로 확산되었다. 천연두는 1979년도에 마침내 박멸되었고, 1980년 세계보건기구(WHO)는 천연두의 절멸을 선포했다.

## 같이 보기
- 백신
- 종두
- 주사 (의학)
- 집단 면역